# Vilho Lampi

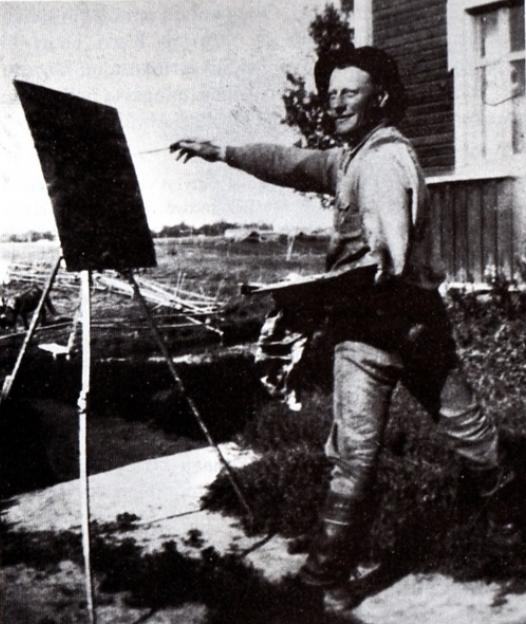
Vilho Lampi.

Vilho Henrik Lampi, född 19 juli 1898 i Uleåborg, död där 17 mars 1936, var en finländsk målare.
Lampis huvudsakliga yrke var jordbrukarens på ett hemman i Limingo, men han studerade 1921–1925 och 1926 vid Finska konstföreningens ritskola samt besökte bland annat Académie Colarossi i Paris. Han ägnade sig åt måleri på fritiden och var verksam som konstnär i elva år.
I sitt expressionistiska måleri tog Lampi starka intryck av Tyko Sallinen och Alvar Cawén. Efter en Parisresa 1931 övergick han till ett mera subtilt och inträngande figur- och landskapsmåleri. I en rad förfinade och intima landskap från sin hembygd närmar sig hans teknik pointillismen i stark kontrast till hans expressionistiska verk, bland annat talrika självporträtt från slutet av 1920-talet och 1930-talet.
I Limingo arbetar förutom ett Lampimuseum ett Vilho Lampi-sällskap, som 1980 arrangerade en stor utställning över Lampi i Konstens hus i Helsingfors. Ateneum i Helsingfors har i sina samlingar ett flertal av hans verk, däribland hans självporträtt från 1933.
Paavo Rintalas konstnärsroman Jumala on kauneus (1959) är inspirerad av Lampis liv och gärning.

### Uppslagsverk
- Lampi, Vilho i Uppslagsverket Finland (webbupplaga, 2012). CC-BY-SA 4.0